# El sastre de Panamá
El sastre de Panamá (título original: The Tailor of Panama) es una película del año 2001, dirigida por John Boorman y protagonizada por Geoffrey Rush, Pierce Brosnan y Jamie Lee Curtis. La trama está basada en el libro homónimo de John le Carré publicado en 1996. 
Un sastre británico asentado en Panamá es reclutado por un agente del servicio secreto británico debido a sus conexiones con la oligarquía económica y política locales. Para poder resolver sus problemas financieros comienza a pasarle informaciones secretas a cambio de dinero, que podrían significar un cambio en el control del canal de Panamá y del comercio mundial. Esas revelaciones alteran al Gobierno de los Estados Unidos, con quien el servicio secreto británico comparte informaciones, y plantea la invasión del país. Sin embargo, todo forma parte de una farsa creada por el sastre de la que se aprovecha el espía británico para engañar a todos huyendo con una gran cantidad de dinero destinado a actividades subversivas inexistentes. 

## Argumento
El espía británico Andy Osnard (Pierce Brosnan) es destinado a Panamá tras un escarceo amoroso que deriva en un escándalo diplomático al quedar descubierta su identidad en el país en que estaba destinado y que deja comprometido al MI6 y al Gobierno británico. Sus superiores del MI6 le destinan como castigo a Panamá para establecer allí una red y tenerles informados en relación con el canal de Panamá, al tratarse de uno de los puntos vitales para el comercio mundial. Una vez allí contacta con Harry Pendel (Geoffrey Rush), un sastre de trajes local de origen británico que es dueño de una de las tiendas más prestigiosas de Panamá. Pese a decirse que es la sucursal independiente de una lujosa tienda de Londres, en realidad oculta su dudoso pasado de recluso en una prisión inglesa donde aprendió corte y confección de trajes. Osnard está interesado en las conexiones que tiene el sastre con todos los altos cargos de la política, oligarquía financiera y jefes de la mafia del país, que visten todos trajes de Pendel. Además, la esposa del sastre, Louisa Pendel (Jamie Lee Curtis), trabaja para el presidente de Panamá como asesora en la gestión del canal. Osnard le chantajea y finalmente recluta con la promesa de no revelar su secreto y de poder aliviar sus problemas financieros por la compra de una finca ruinosa.
Pendel lleva a Osnard a un club selecto donde se encuentra la flor y nata de Panamá y le explica las relaciones y los negocios limpios (o turbios) que mantienen entre ellos. En un momento destaca Mickie Abraxas (Brendan Gleeson), amigo personal de Pendel, que, ebrio, monta un escándalo al relatar en qué se ha convertido un Panamá lleno de corrupción. Para calmar la situación, Pendel y Osnard le conducen hasta su casa. En el trayecto, fruto de una conversación casual, Pendel le desvela a Osnard que en tiempos de la dictadura de Manuel Noriega Abraxas era uno de los líderes de la oposición. Osnard no está muy interesado en alcohólicos activistas en el pasado, pero Pendel, en parte por el orgullo que siente por su amigo, le miente diciendo que aún es líder de un grupo clandestino opositor. 
Por indicación de Osnard, el sastre trata de averiguar las intenciones del presidente de Panamá cuando acude al palacio presidencial para arreglarle un traje. Sin embargo, este no cuenta nada y, ante presiones de Osnard en una reunión que tienen a continuación, Pendel empieza tejiendo una red de mentiras en la que la China comunista y Taiwán juntarían esfuerzos para comprar la gestión del canal de Panamá. Además, involucra a su amigo Mickie Abraxas y a su asistente en la tienda Marta (Leonor Varela), que fue desfigurada y violada por soldados en tiempos de Noriega, como máximos líderes de un grupo subversivo que está preparando una revolución contra el Gobierno panameño. Osnard no se cree ni una palabra, pero como es un relato creíble pasa toda la información al MI6, que sigue financiando a Osnard, y con ello a Pendel para el pago de sus deudas.  
Todo se complica cuando los británicos comparten la información con sus colegas de los Estados Unidos, que creen las mentiras de Pendel y ven en ello una oportunidad para volver a tener un control directo del canal, como ocurrió en el pasado. Su propio servicio secreto comienza a realizar pesquisas, y ante ello Pendel pretende acabar con la operación de la que Osnard sigue pidiendo información. Pendel, como solución de salida, informa a Osnard de que Abraxas tiene una vía de financiación mucho mejor y que esperan de los británicos un pago de diez millones de dólares si quieren iniciar la revolución. Pendel no espera que acepten, pero Osnard transmite a sus superiores que la revolución contra el Gobierno panameño se iniciará si pagan quince millones de dólares, que se tragan la historia logrando que los EE. UU. paguen el dinero, siendo gestionado por los británicos. Entretanto, Pendel trata de proteger a sus amigos pero no logra impedir que Abraxas se suicide por la presión de ver en peligro su vida y recuerdos del pasado en las prisiones de Noriega. Tras ello, intenta detener la operación de invasión estadounidense a través de Osnard, pero este, en cambio, decide escapar con el dinero aprovechando la confusión. Mientras ocurre esto, Louisa descubre el doble juego que mantiene Osnard con su marido y logra avisar al presidente de Panamá para que se ponga en contacto con el Gobierno de los EE. UU. y pueda convencerles de que no hay ninguna operación de venta del canal a ninguna potencia extranjera. En el último minuto el ejército estadounidense anula la operación mientras Osnard escapa con el dinero tras sobornar al embajador británico, que estaba al tanto de la farsa. 
Al día siguiente Harry Pendel confiesa a su mujer su origen como presidiario y le asegura su fidelidad, de la que ella dudaba por su comportamiento extraño esas semanas. Su mujer le perdona y, con los hijos ya despiertos, Harry Pendel prepara el desayuno.

## Reparto
- Harry Pendel - Geoffrey Rush
- Andy Osnard - Pierce Brosnan
- Louisa Pendel - Jamie Lee Curtis
- Marta - Leonor Varela
- Mickie Abraxas - Brendan Gleeson
- Uncle Benny - Harold Pinter
- Francesca Deane - Catherine McCormack
- Mark Pendel - Daniel Radcliffe
- Rafi Domingo - Mark Margolis